# Канатна вулиця (Одеса)
Канатна вулиця (в 1909—1920 — Полтавської битви, в 1920—1994 — Свердлова) — вулиця в Одесі. Починається від пагорбу, під яким розташовано порт і закінчується проспектом Лесі Українки.

## Назва
Першою назвою вулиці була «Канатна» — з'явилася в 1817 році, через те, що на ній знаходилися два канатних заводу Мєшкова і Новикова. Перший був розташований по лівій стороні вулиці Базарної майже до майбутньої вулиці Бєлінського. Другий розташовувався уздовж Канатній від Грецької до Святослава Караванського. Наступне перейменування вулиці відбулося в 1909 році. На честь 200-річчя полтавської битви вулицю назвали — «Полтавської битви». А в 1920 вулиця стала вулицею Свердлова, на честь першого голови ВЦВК республіки Якова Михайловича Свердлова. У період окупації вулиця знову називалася Канатною, і остаточно цю назву було повернуто 18 серпня 1994 року.

## Історія

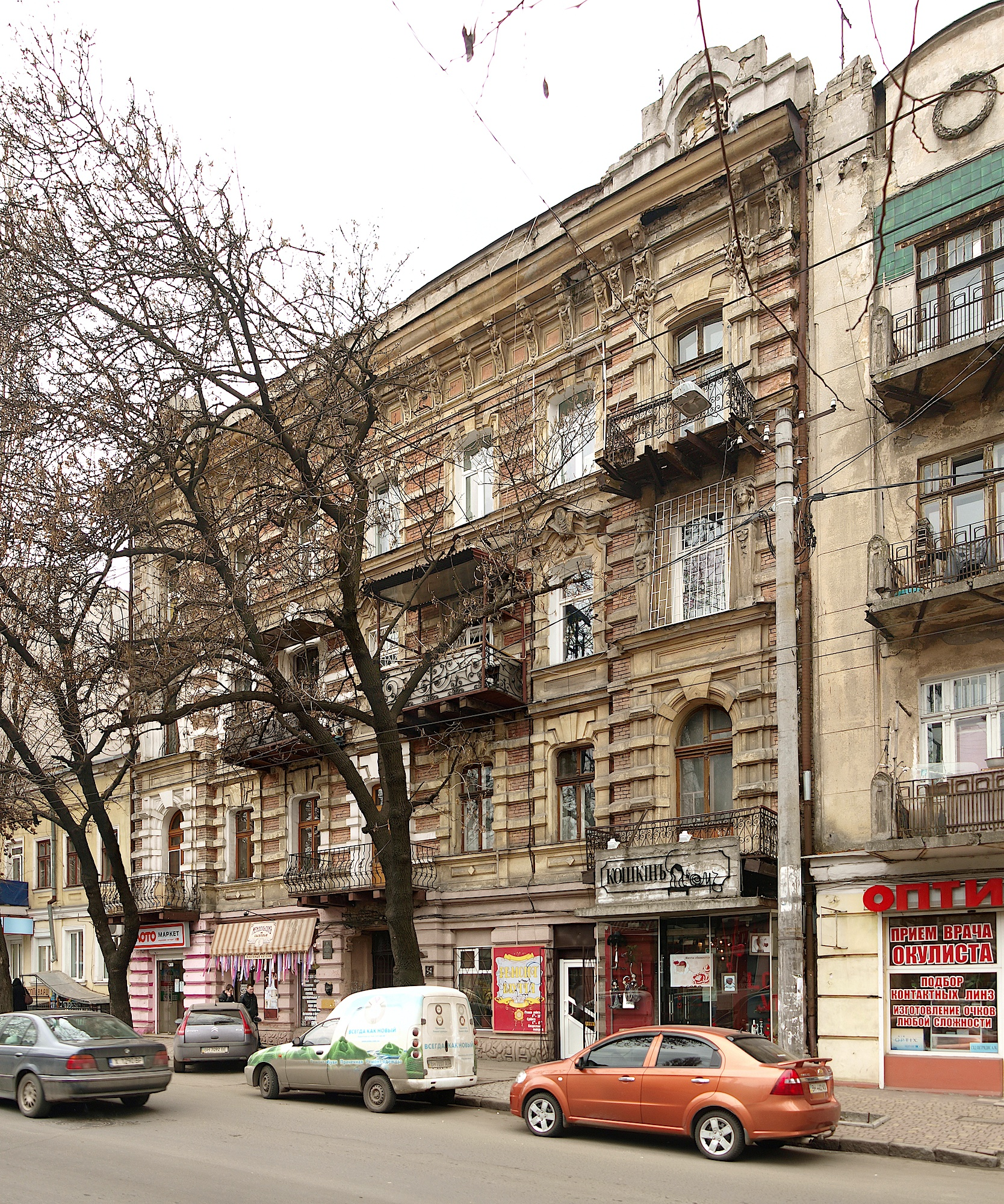
Прибутковий дім Трушевської, Канатна 54

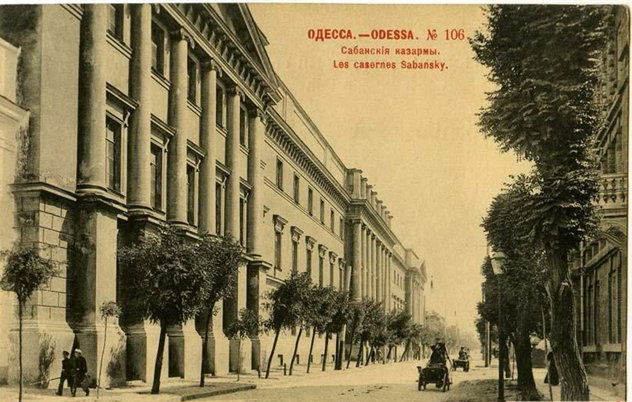
Сабанські казарми

Як і на інших вулицях Одеси, тут були різні майстерні, магазини, крамниці, пекарні, зокрема, відомого кондитера Амбатьелло, пральня Нейдрікера (сімейний бізнес), брати тримали пральні на кількох вулицях, ресторан мадам Рачковської, «заклад візницький промислу» Свиридова, звідки вранці, гуркочучи на бруківці, виїжджали важезні биндюги, друкарня Карлика, про який написав Валентин Катаєв. А на розі Базарної, як і тепер, містилася аптека, в давні часи належала Файнштейну. На тлі цих підприємств дрібного і середнього бізнесу виділялося пароплавство «Сідней Рід і Ко», відділення страхового Товариства «Рейнсько — Вестфальський Ллойд», представництва таких солідних фірм, як «Modern» (парфумерія), «Продвугілля», «Голтянське Т-во пивоваріння», «Вознесенські рудники», «Бекман і Ко» (коньяк), «Л. Олрі Редерер» (шампанське), тощо. А значною прикметою XX століття стали на Канатній салони вже завойовували світовий автомобільний ринок фірми «Мерседес» і «Форд», що відкрилися відповідно в будинках 15 і 22.
Канатна розташована поблизу історичного центру Одеси і земельні ділянки тут були дешевими. Крім того, міська влада не дозволяла відкривати тут підприємства з «брудною» або «шумливою» технологією. А тому на початку XX століття промисловість на Канатній вулиці була представлена малими підприємствами: виробництво так званого «овсяно-солодового какао», фабрика парафінованого паперу, лабораторія, що випускала перекис водню, фруктові есенції, харчові барвники, тощо. Але на зорі Одеси саме тут було відкрито два, на ті часи найбільших підприємства — канатні заводи Мєшкова і Новикова, яким вулиця зобов'язана своєю назвою. І якщо перший не залишив скільки — небудь помітного сліду в промисловій історії міста, то другий має сьогодні «продовження» в особі акціонерного Товариства «Стальканат», розташованого на вул. Водопровідній, куди виробництво перемістили ще перші власники. Завод, більше ста років належав до купецької «династії» Новикових, простягнувся колись від Канатної до нинішньої вулиці Леонтовича уздовж Великої Арнаутської.
У першу чергу почалася забудова парної сторони Канатної вулиці, що примикає до Карантинного яру та однойменної гавані. Вже хоча б з тієї простої причини, що гужовий транспорт піднімався сюди, у напрямку до фортеці, безпосередньо з гавані. Тут майже з заснування Одеси зводилися як житлові будинки, так і різноманітні складські приміщення, а також підприємства, що займалися виготовленням прядив'яних канатів, переважно для морської галузі. До будинків примикали і спускалися в балку сади.
Коли в серпні 1794 почали розподіляти земельні ділянки між першими одеситами, Йосип Михайлович де Рібас отримав найпрестижніший: квартал, обмежений Канатною вулицею, карантинним узвізом і береговим урвищем. Це було місце, домінуюче над Одеською затокою і Карантинною гаванню, звідки відкривалися, так би мовити, найвражаючіші горизонти. Таким чином, головний начальник будівництва міста і порту власноруч вказав на перший його елітарний центр. (Тут же отримав ділянку і один з першобудівників міста — військовий інженер Ферстер.) Обставини, втім, склалися так, що де Рібас жив не тут, а поблизу, на Польській узвозі, а дана ділянка згодом перейшла до Кароліни Бларамберг. Скромний будиночок Бларамберг по вулиці Канатній, 2 зберігся до цієї пори. У будинку Бларамбергів спочатку містився музей старожитностей (нині Одеський археологічний музей). Сюди приходили найпочесніші гості міста. Найближчим сподвижником господаря був, наприклад, поет В. Г. Тепляков, що виконував його «археологічні доручення» і доставляв до Одеси античну кераміку і монети.
Тут же будувалася і польська шляхта з Поділля, так звані «магнати», основні постачальники експортували через одеський порт хліб та інші продукти сільськогосподарського виробництва. Так, дотепер цілком зберігся, наприклад, типологічний панський будинок (або, швидше садиба) князя Чарторийського по вулиці Карантинній, № 5. Власне кажучи, хлібні магазини подільських поміщиків сформували в цьому районі цілу вулицю Польську, причому комори не завжди супроводжувалися житловими будинками їх власників, лише епізодично наїжджали в місто у справах і для розваг, що нерідко ставали руйнівними. Мемуаристи пишуть, що, продавши зерно, магнати «набирають стільки іноземних предметів розкоші, скільки можуть понести». Навіть «хазяйські дочки» приїжджали до Одеси продавати зерно, а натомість купували астрономічну кількість «капелюшків і свіжих паризьких моделей».

Тут же, на Канатній, в 1827 році був побудований і величезний хлібний магазин поміщика Ієроніма Сабанського, ім'я якого і отримав прилеглий провулок. Один німецький вояжер, який відвідав Одесу на початку 1840-х років, був вражений тим, з яким розмахом і вишуканістю зводилися подібні споруди: «Вони побудовані з такою ж витонченістю, як і житлові будинки, і їх часто і справді можна переплутати… А та, яка належала графу Сабанському, просто велична!». Сховища цього магната в Одесі вміщували 36 тисяч чвертей пшениці, Тоді як інші, навіть найбільші — не більше 15—20 тисяч. У 1827 році таких зерносховищ було 345, в 1846 — 448, в 1857 — 720. Згодом будова була експропрійована «в казну» і переобладнана під казарми, що отримали назву «Сабанських». Автор «Одеської старовини» (1869) іронічно зауважує:
Дивно читати в міських відомостях — «казарма Собанського», тоді як близько сорока років нею володіє військове відомство
Весь квартал, обмежений вулицями Канатної і Маразліївської, а також провулками Барятинським і Сабанськом, належав відомому Сергію Волконському, декабристу, синові одного з засновників Одеси, генерал-поручика Г. Г. Волконського. Ділянка ця, яка займала площу більше гектара, була йому відведена в 1818 році, в наступному — затверджений проект будинку, а в 1821 будівництво підійшло до кінця. Але локалізувати, де саме він перебував, вельми тяжко. У принципі, він лежав в інтервалі нинішніх будинків 5 та 7 по Канатній. Будівля була не надто велика, на два поверхи і п'ять вікон фасаду.
А навпроти будинку Волконського, на парній стороні вулиці, стояв будинок відомого картографа Тетбу-де-Маріньї, який залишив після себе цікаві матеріали з гідрографії та історичної географії Чорного моря, а також малюнки старої Одеси. Збережений маєток № 15 (нині від нього залишилася лише одна фасадна стіна), відсунутий від червоної лінії, проти Грецької вулиці, належав ад'ютантові герцога де Рішельє, відомому, як і Бларамберг, збирачеві старовини полковнику Іванові Стемпковському. Будинок будувався в інтервалі між 1823 та 1826 роками. Відомо, що, їдучи до Франції, Рішельє подарував Стемпковському знаменитий Дюківський сад. У свою чергу, Стемпковський, справжній громадянин міста, в 1826 році безоплатно передав цей сад Одесі.
В офіційному реєстрі «будинкам та іншим будовам», що підлягають оподаткуванню на користь міста, 1840-х років будинок княгині Волконської числиться під № 6 по Канатній і оцінений в 5 тисяч рублів, три флігелі і магазин князя Чарторийського — під № 5, а два магазини спадкоємців поміщика Ієроніма Собанського — під № 13 і оцінені у 8 тисяч 640 рублів. Під номерами 12, 14, 16 значаться будинки дружини консула Великої Британії Єлизавети Ямс (Емс, Джемс), 17 і 19 — магазини почесного громадянина Григорія Івановича Маразлі (1020 рублів), під номерами 28 і 30 — будинок комерції радниці Лаури Сікар (5800 рублів), а під номерами 29 і 31 — будинок і магазин Рози Собанської (6950 рублів). Далі теж розташовувалися домобудівництва іменитих одеситів — Порро, Моберлі, Моччіа та інші.
До середини квартал в проміжку Барятинського і Сабанського провулків був частково забудований у 1870-ті. У 1875 тут значиться п'ять будинків: № 2, 4, 6, 8 і 10-А, відповідно — Попова, Крилова, Дубецький, Тхоржевський та архітектора М. П. Озмідова. Під № 10-Б числиться будинок іншої відомої в місті фігури — Тройницького. Дім Озмідова одночасно числився під № 3 у Сабанському провулку.
Сабанські казарми значаться під № 1 по провулку та № 15 по Канатній. Будинок Сикарії числиться 17-м за Канатній і 2-м за Сабанського провулку. Таким чином, в цьому провулку значилося всього три будинки, причому всі вони фактично ставилися до довколишніх вулицях. Всього три будинки приписані і до Барятинського провулку, названому на честь князя Барятинського, який мав тут будинок. Він стояв на береговому обриві, над карантином, як би на крутий вапняковій скелі. Скала ця була поцяткована гірничими виробками — старими катакомбами — і служила притулком різному кримінальному наброду. Ймовірно, про ці-то катакомбах і кажуть мемуаристи, коли згадують про зустрічі масонів у одному з відокремлених будинків у Барятинському провулку і про те, що облави нічого не давали, оскільки «каменярі» безкарно йшли через потайні підземні ходи. Навряд чи цей сюжет має відношення до князів Барятинським, що жив широко, відкрито і протягом декількох десятиліть поспіль влаштовували багатолюдні звані обіди й бали. Судячи з усього, мова йде про першу половину 1820-х, коли на сусідній ділянці, в будинку Сергія Волконського, збиралися як масони, так і майбутні декабристи. У числі згаданих були вдома Кондратьєва — № 1 (будинок англійського консула, числиться також 3-м за Канатній); Коронеллі — № 2 (приватне чоловіче училище 1-го розряду, також числиться № 5 по Канатній); нарешті, № 3 — будинок Куріса (єдиний, що відноситься виключно до провулку). І знову ми бачимо, що всі домовласники — представники нобілітету, родовитої аристократії (Коронеллі, наприклад, ведуть свій рід від одного з Великих інквізиторів, а Куріси — ватажки херсонського дворянства, видатні меценати і колекціонери).
19 червня 1909 вулиця Канатна отримала ім'я Полтавської Битви — на честь 200-річного ювілею відомої битви.
9 квітня 2020 будинок № 5 частково обвалився.

## У літературі
У романі Іллі Ільфа та Євгена Петрова «Золоте теля» є одна подробиця, на яку, захоплені пригодами великого комбінатора читачі, в тому числі одесити, не звертають увагу. В юності, а це було, судячи з тексту роману, в Одесі, майбутній підпільний мільйонер Корейко мріяв знайти гаманець з грошима: «Він так часто уявляв собі, як знайде гроші, що навіть точно знав, де це станеться. На вулиці Полтавській Перемоги … На вулицю Полтавської Перемоги Саша ходив щодня, але … гаманця не було».

## Галерея

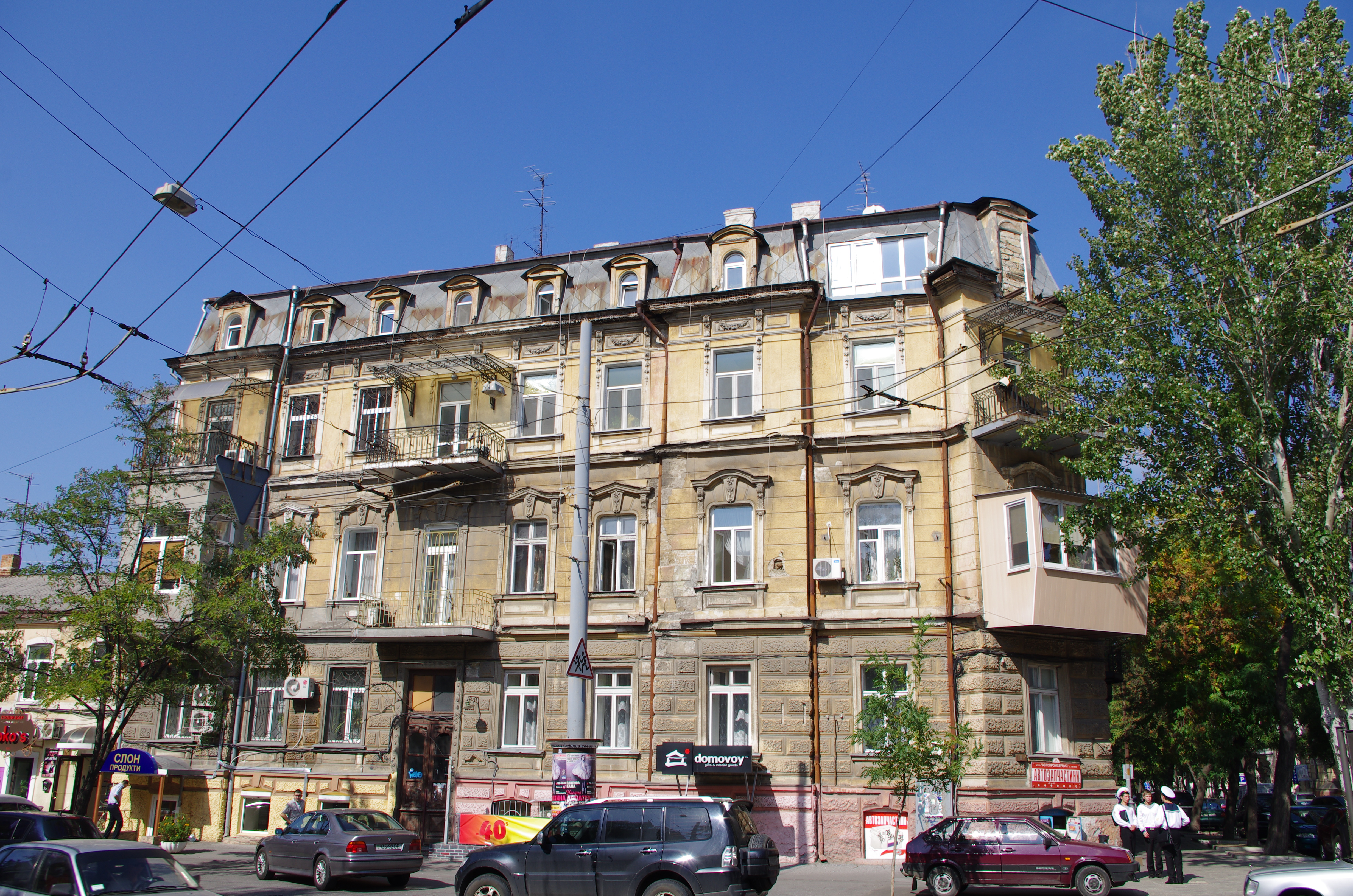
Прибутковий будинок Урусова
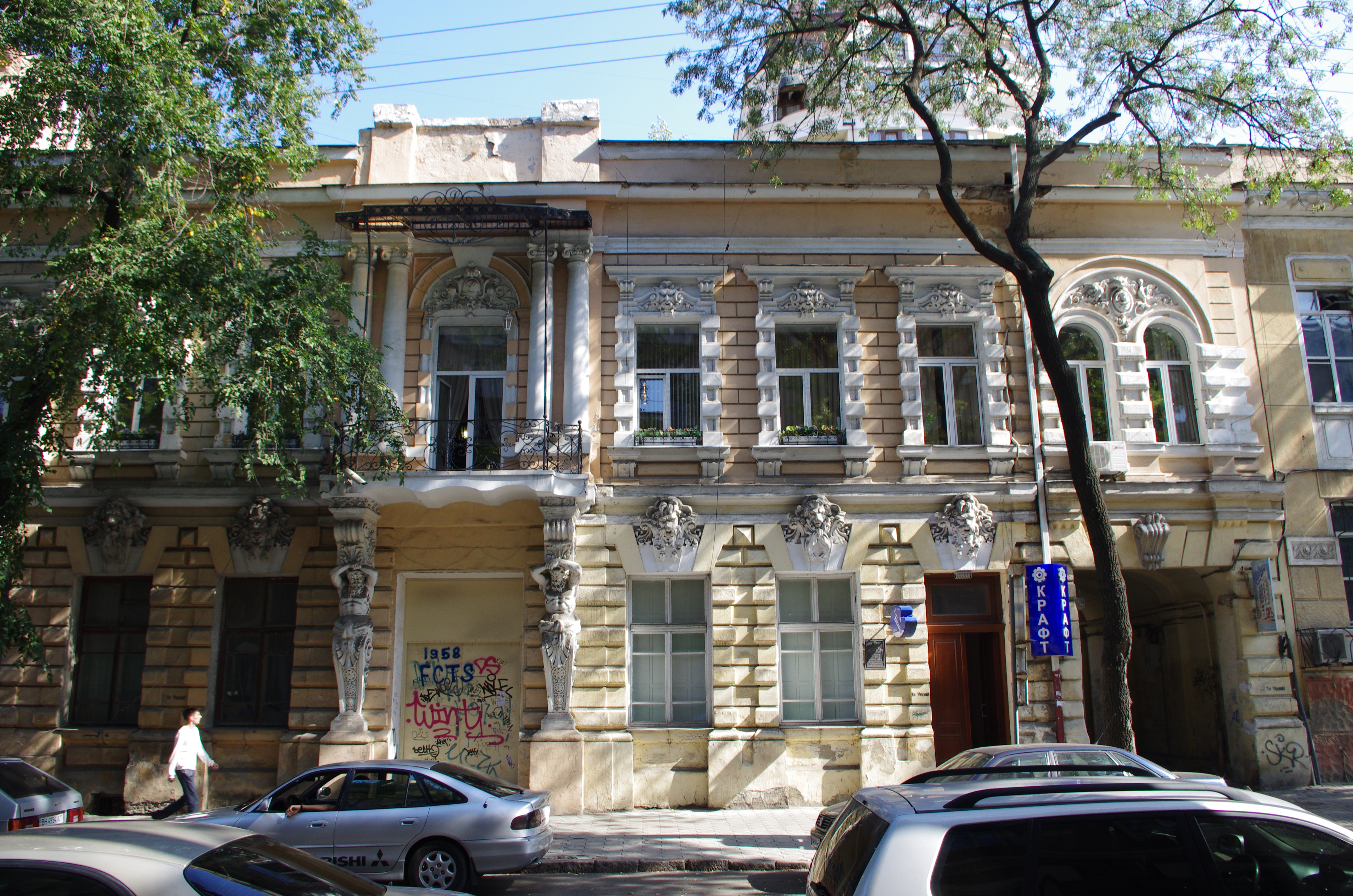
Прибутковий дім Леонарді, Канатна 9
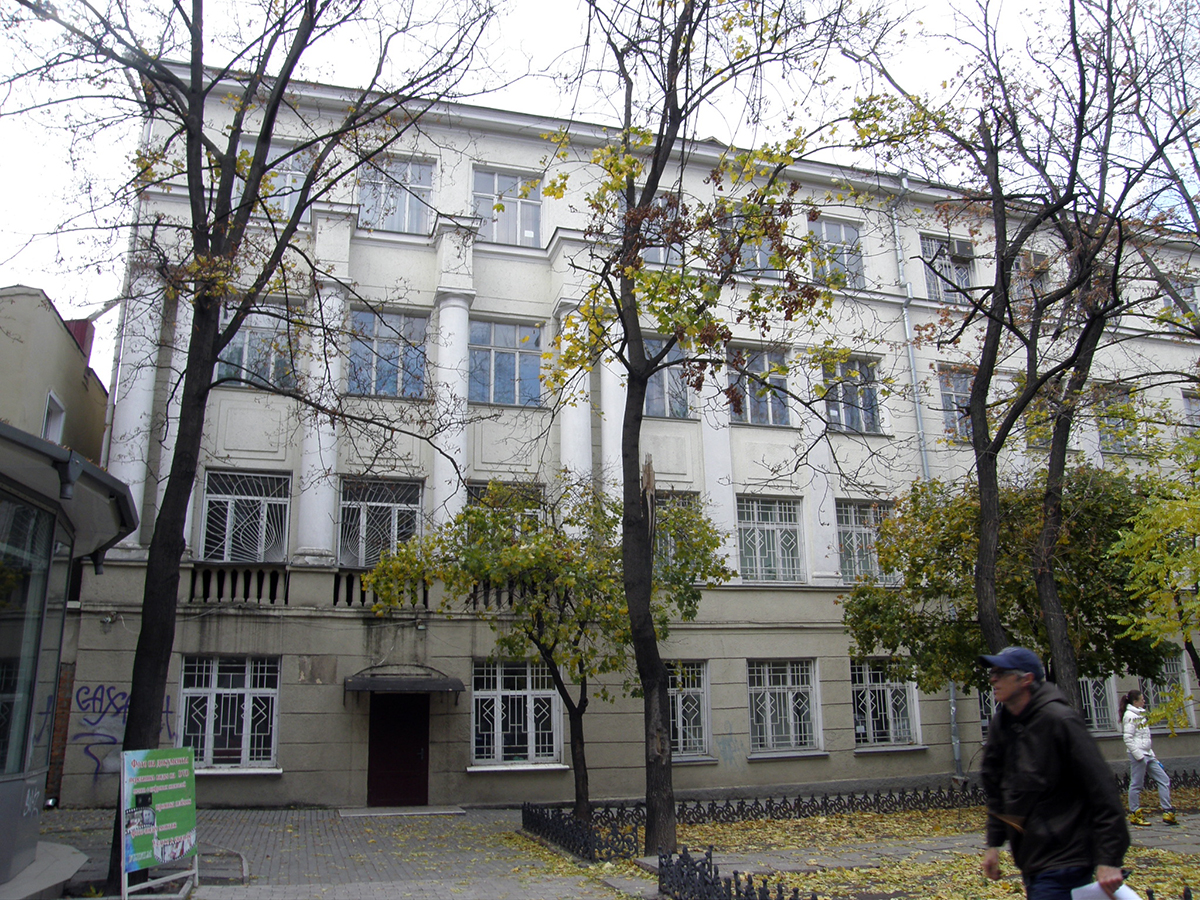
№ 14 — Одеський педагогічний коледж, 1936 р., типовий проєкт школи № 108
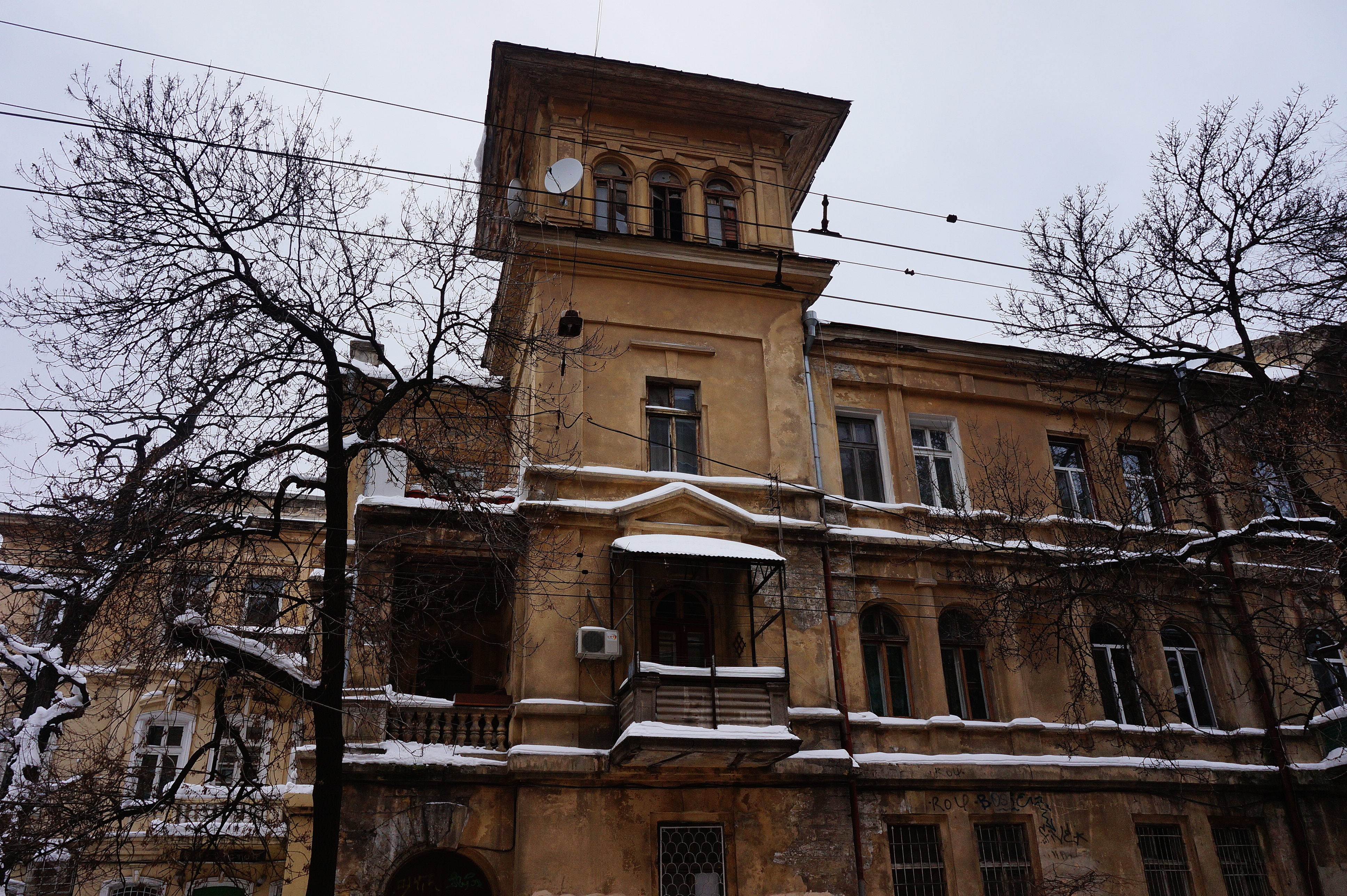
Особняк Переяславцева, Канатна, 18
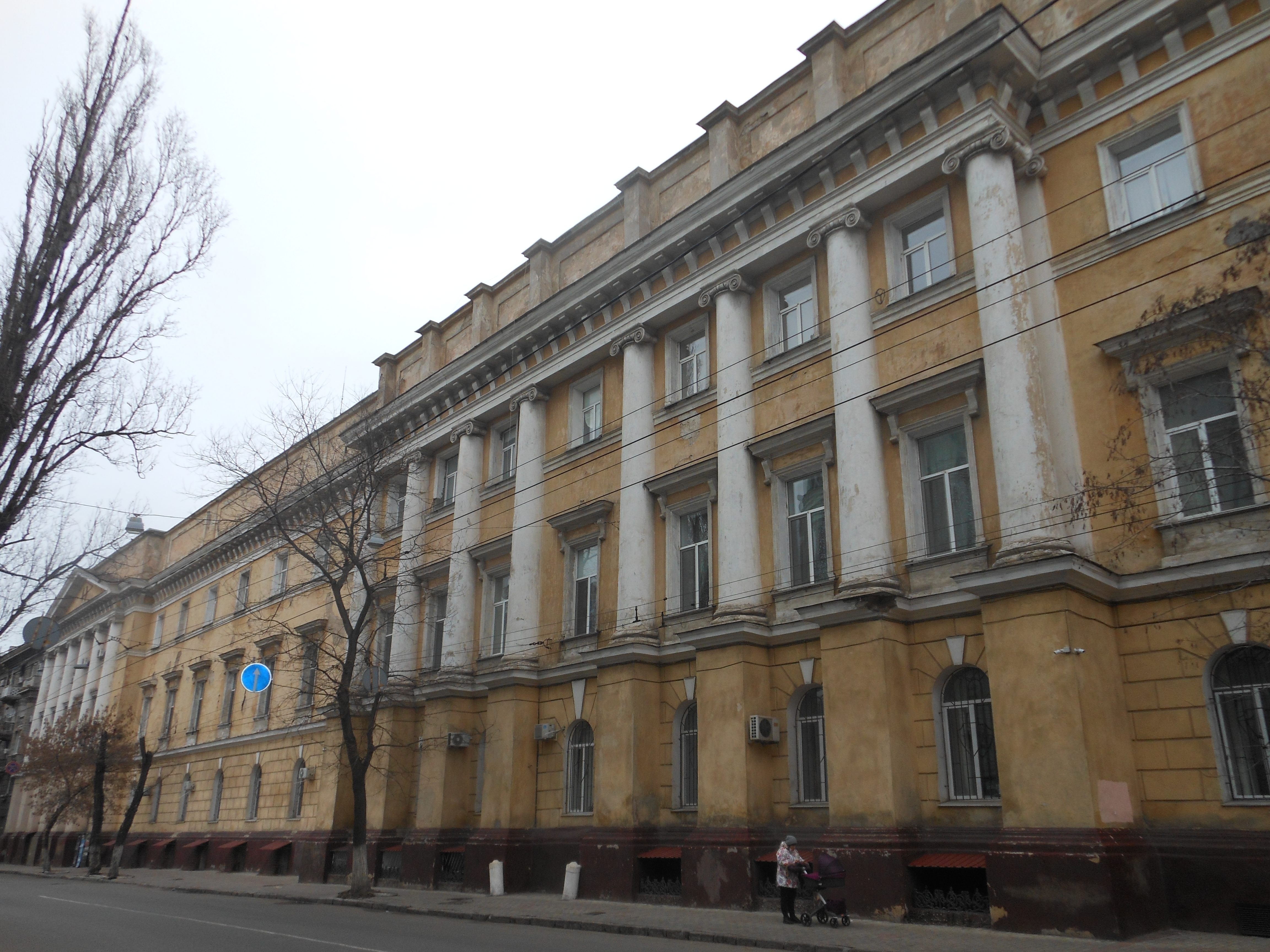
Будинок Сабанських казарм, Канатна, 23
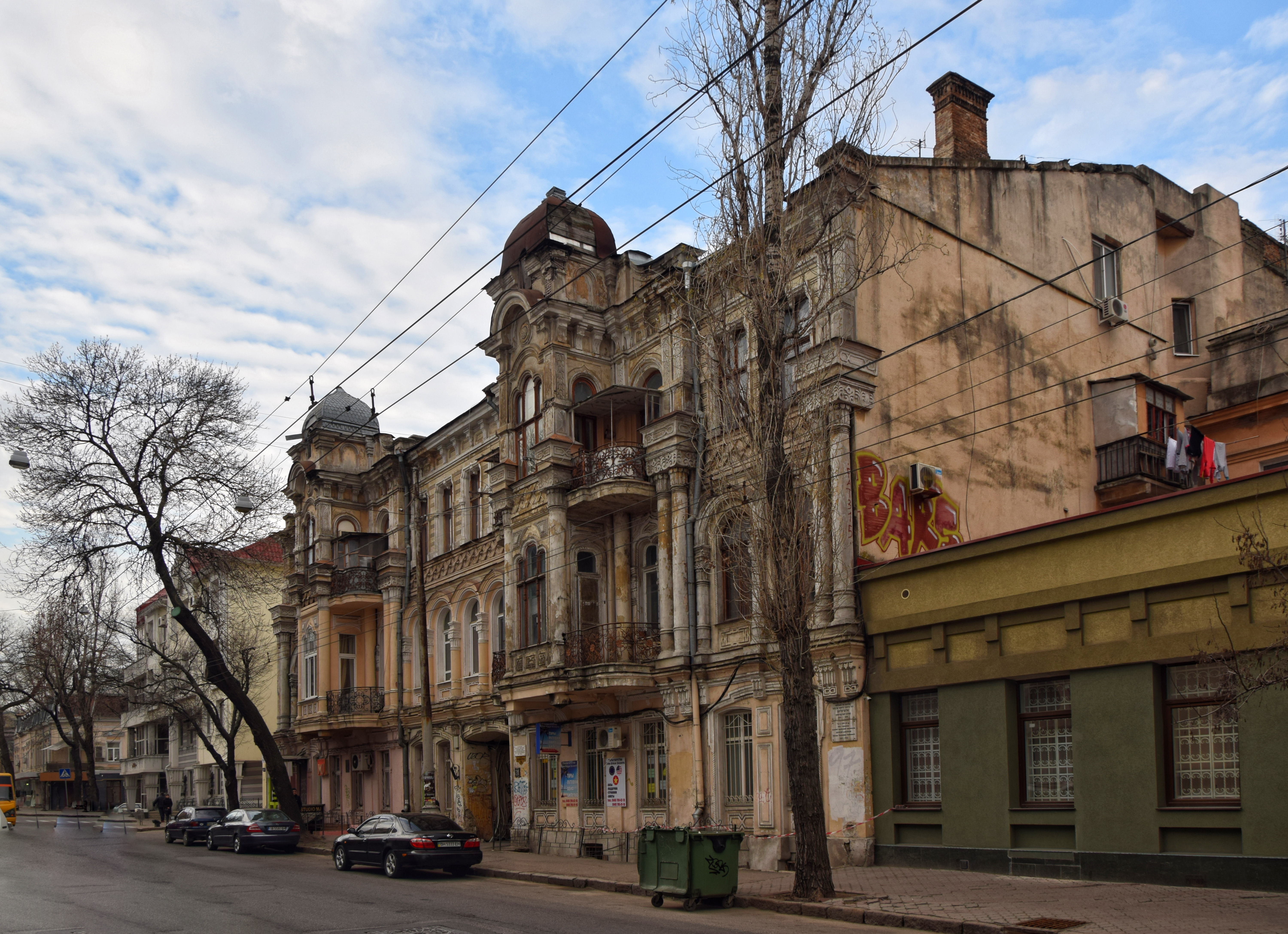
Будинок прибутковий Ліванського, Канатна, 28
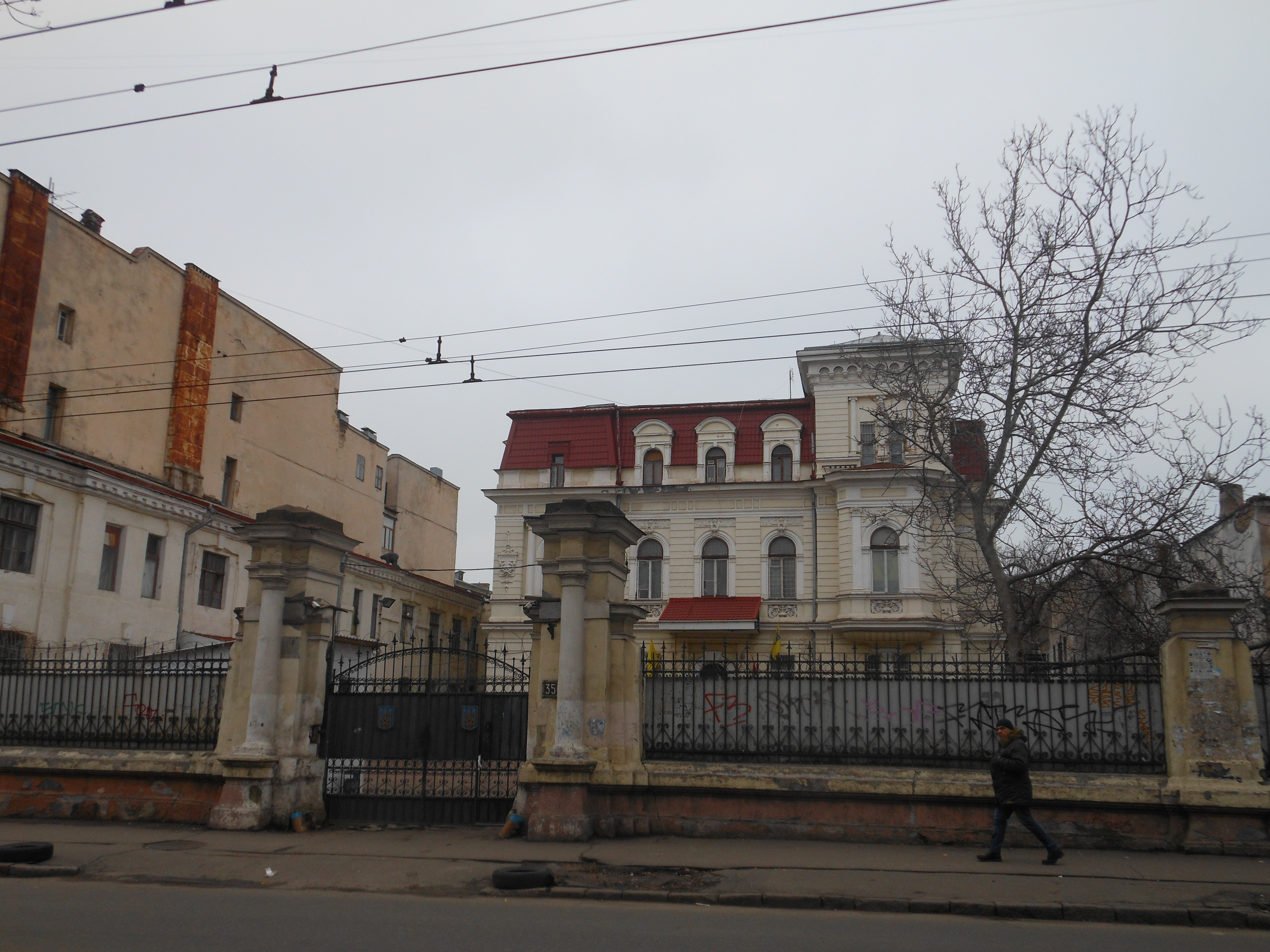
Особняк Пташникової,в якому містився штаб Дунайської воєнної флотилії, Канатна, 35
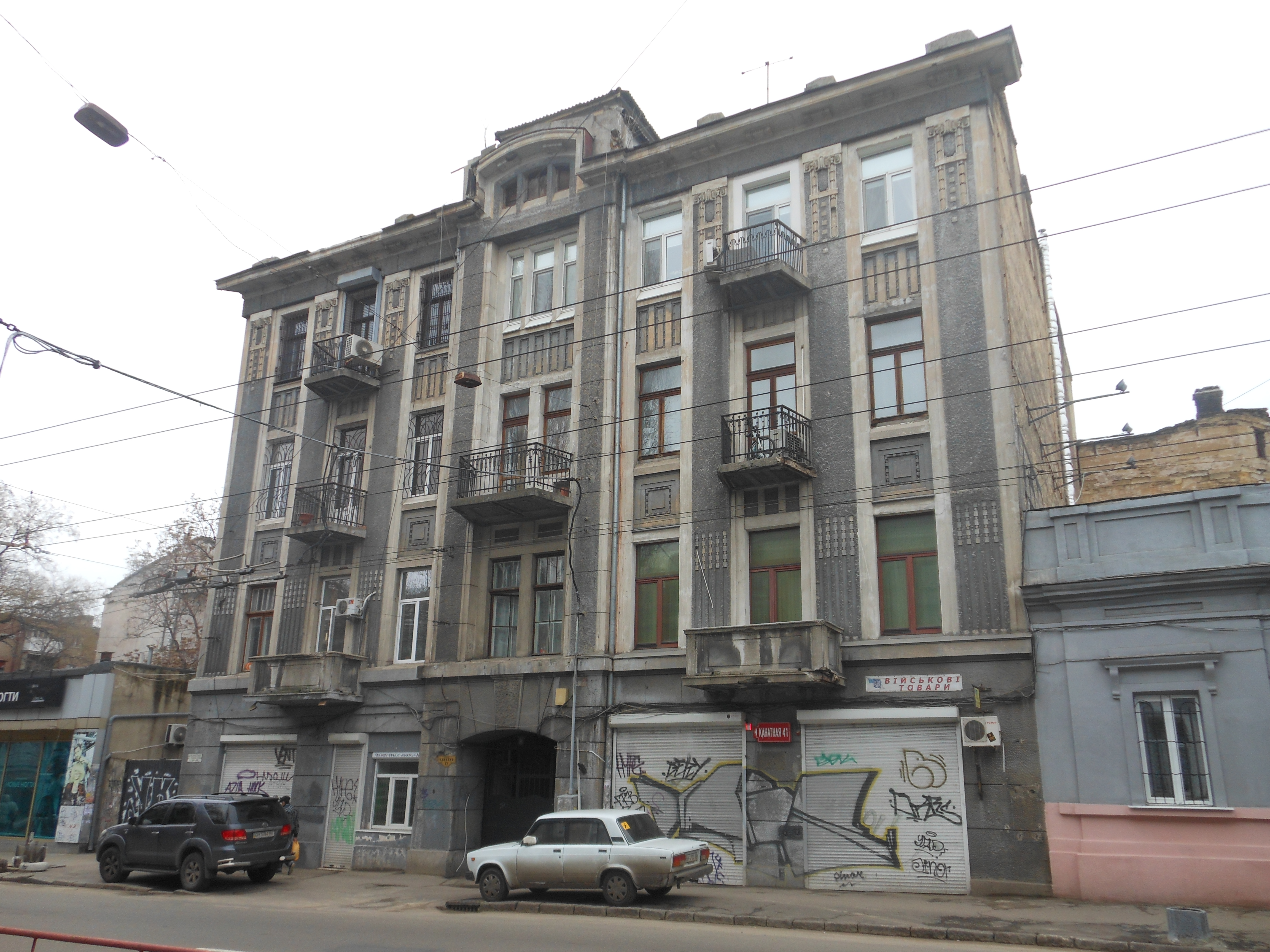
Прибутковий будинок Антоновича, Канатна, 41
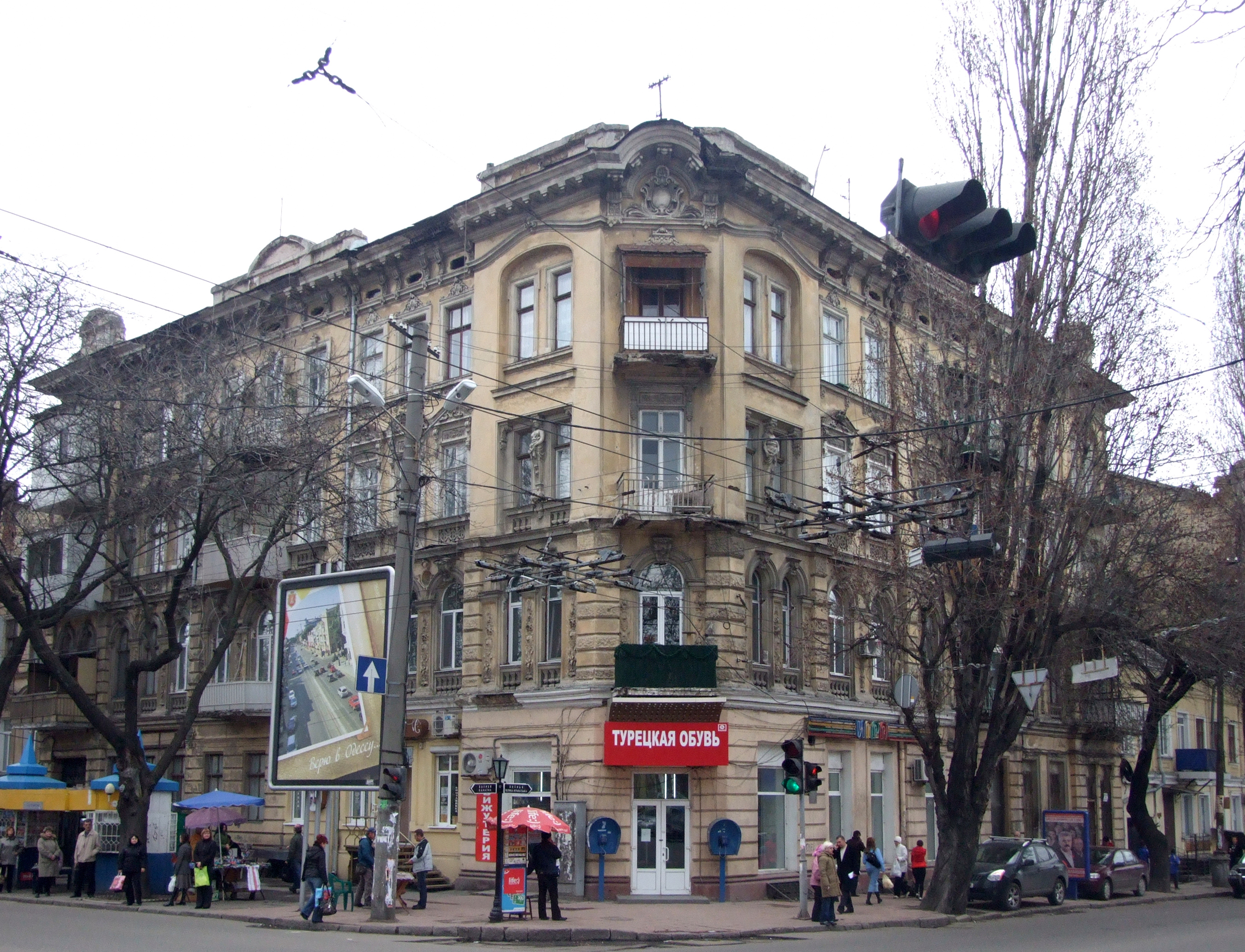
Прибутковий дім Верготі, Канатна 58

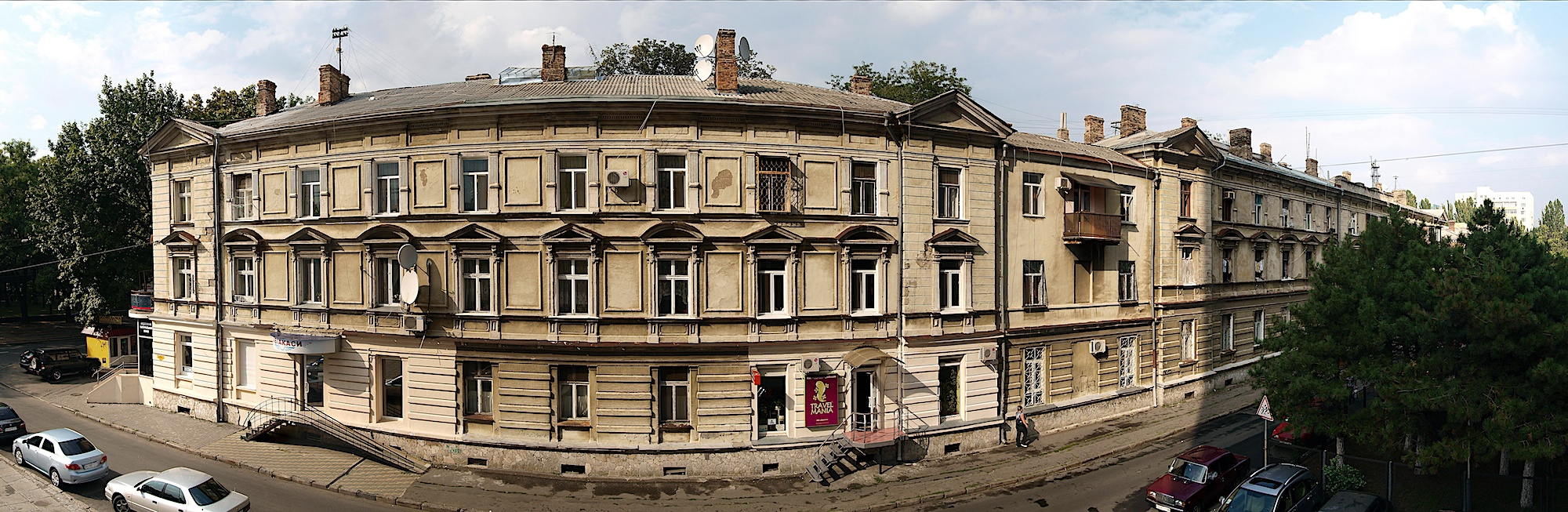
Дім Павловськох дешевих квартир, Канатна 81